# Crossodactylus
A Crossodactylus a kétéltűek (Amphibia) osztályába, a békák (Anura) rendjébe és a  Hylodidae családjába tartozó nem. A nembe tartozó fajok Brazíliában, Paraguay déli részén és Argentína északi területein honosak. Természetes élőhelyük a hegyvidéki folyók és a hegyvidéki szavannák.

## Rendszerezés
A nembe az alábbi 14 faj tartozik:
- Crossodactylus aeneus Müller, 1924
- Crossodactylus boulengeri (De Witte, 1930)
- Crossodactylus caramaschii Bastos & Pombal, 1995
- Crossodactylus cyclospinus Nascimento, Cruz & Feio, 2005
- Crossodactylus dantei Carcerelli & Caramaschi, 1993
- Crossodactylus dispar Lutz, 1925
- Crossodactylus franciscanus Pimenta, Caramaschi & Cruz, 2015
- Crossodactylus gaudichaudii Duméril & Bibron, 1841
- Crossodactylus grandis Lutz, 1951
- Crossodactylus lutzorum Carcerelli & Caramaschi, 1993
- Crossodactylus schmidti Gallardo, 1961
- Crossodactylus timbuhy Pimenta, Cruz & Caramaschi, 2014
- Crossodactylus trachystomus (Reinhardt & Lütken, 1862)
- Crossodactylus werneri Pimenta, Cruz & Caramaschi, 2014